# Oana Gregory

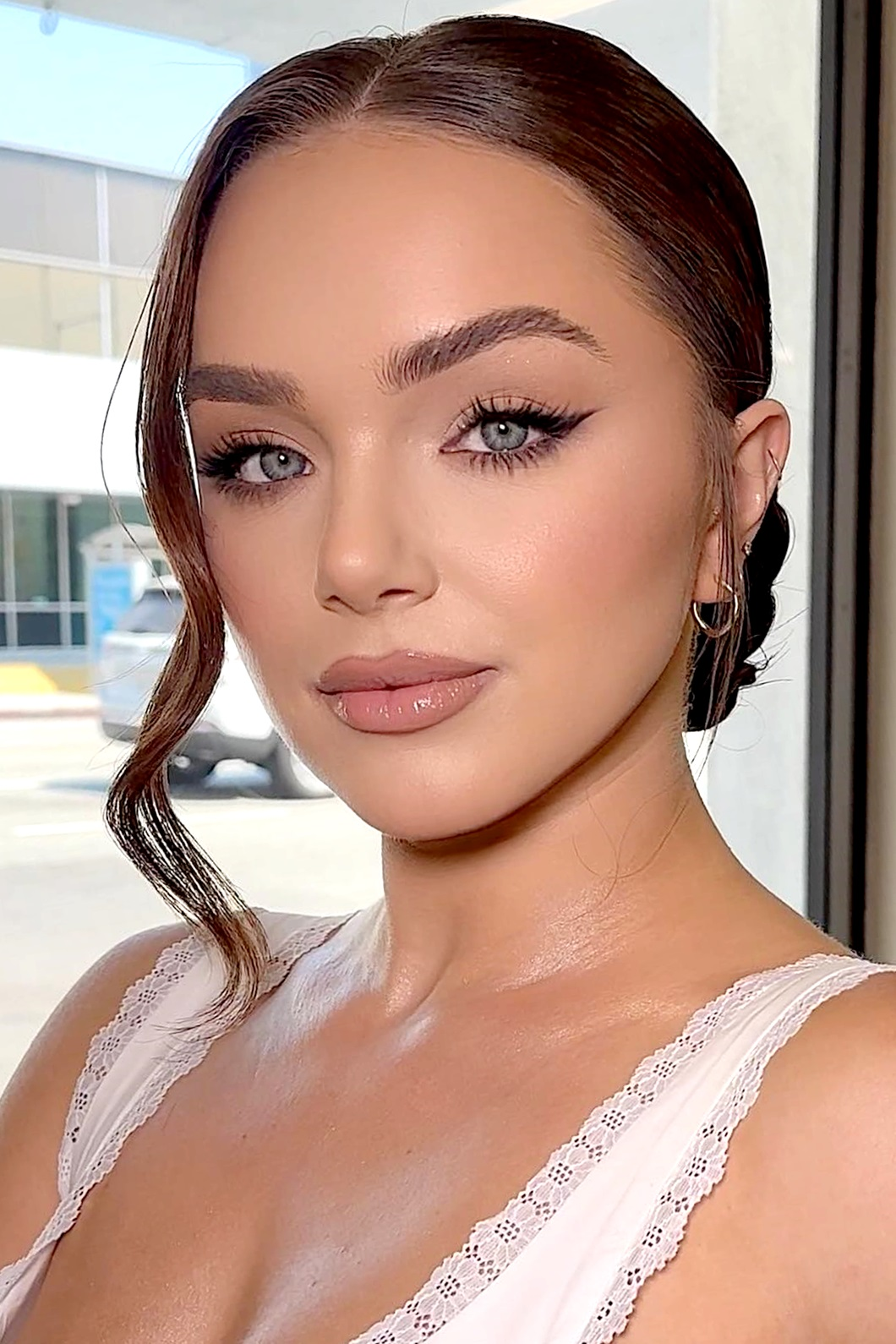
Oana Gregory (2024)

Oana Gregory (* 9. Januar 1996 in Negrești-Oaș) ist eine rumänische Schauspielerin.

## Karriere
Als Schauspielerin wurde Gregory vor allem durch die Fernsehserie Crash & Bernstein bekannt. In 32 Folgen der Serie verkörperte sie die Hauptrolle der Amanda. Außerdem hatte Gregory Gastauftritte in den Fernsehserien S3 – Stark, schnell, schlau und Karate-Chaoten.

## Filmografie (Auswahl)
- 2009–2010: Olivia (Fernsehserie, 26 Episoden, Sprechrolle)
- 2010: Spork
- 2012: S3 – Stark, schnell, schlau (Lab Rats, Fernsehserie, Episoden 1x16–1x17)
- 2012: Karate-Chaoten (Kickin’ It, Fernsehserie, 3 Episoden)
- 2012–2014: Crash & Bernstein (Fernsehserie, 38 Episoden)
- 2018: A Christmas Switch